# مدحت ديميريل
مدحت ديميريل (بالألمانية: Mithat Demirel)‏ مواليد 10 مايو 1978، هو لاعب كرة سلة ألماني سابق بدأ مسيرته الاحترافية في سنة 1997.

## روابط خارجية
- مدحت ديميريل على موقع الاتحاد الدولي لكرة السلة (الإنجليزية)
- مدحت ديميريل على موقع كرة السلة الأوروبية.كوم (الإنجليزية)
- مدحت ديميريل على موقع ريلجم (الإنجليزية)
- مدحت ديميريل على موقع بروبوليرز (الإنجليزية)
- مدحت ديميريل على موقع سبورتس رفرنس (الإنجليزية)